# Мальте, Валери
Валери́ Мальте (фр. Valérie Maltais; род.4 июня 1990 года в Шикутими) — канадская конькобежка и шорт-трекистка, олимпийская чемпионка 2022 года по конькобежному спорту в командной гонке, серебряный призёр Олимпийских игр 2014 года по шорт-треку в эстафете, многократный призёр чемпионатов мира по шорт-треку. Чемпионка мира и 2-кратная призёр в командной гонке по конькобежному спорту.

## Спортивная карьера

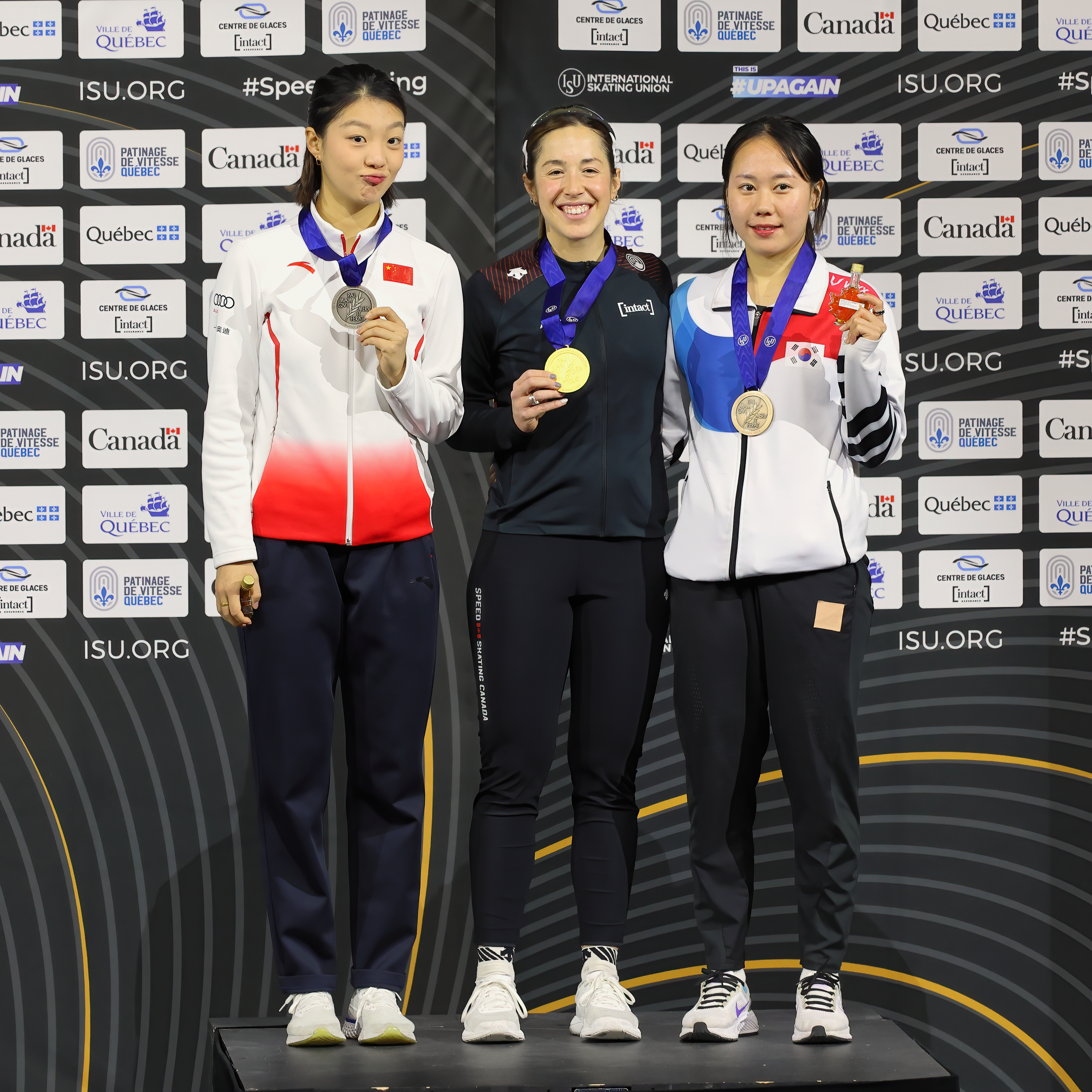
Мальте (в центре)

Валери́ Мальте встала на коньки в 3 года, с 1994 года занималась фигурным катанием на местном катке в Ла-Байе. Её мать увидела шорт-трек на Олимпийских играх и в 1996 году перевела дочь в секцию шорт-трека в клуб "CPV La Baie". А отец сделал специальный тренажёр для шорт-трека, и помогал сам чинить лезвия и коньки многим спортсменам в Сагенее. В 2005 году участвовала на первых своих юношеских играх Канады, где получила приглашение в юниорскую сборную.
Мальте участвовала в чемпионатах мира по шорт-треку среди юниоров в 2006, 2007 и 2009 году. В последний год своего участия в турнире она выиграла серебряную медаль в составе эстафетной команды и бронзовую в гонке на 500 метров. На открытых чемпионатах Канады (2007, 2008, 2009 и 2012) она впервые стала абсолютной чемпионкой, став чемпионкой Канады на четырёх дистанциях, дважды завоевала серебро и один раз бронзу, была абсолютной чемпионкой Канады среди юниоров 2007 года, выиграв на дистанциях 1000 и 1500 м. Она также  завоевала золотую, серебряную и две бронзовые медали на Зимних играх Канады в 2007 году.
С 2009 года Мальте является членом национальной сборной. Она пять раз подряд, начиная с 2009 года, участвовала в чемпионате мира по шорт-треку, где четыре раза становилась призёром в эстафете. На Олимпийских играх Мальте дебютировала в 2010 году, где она бежала на дистанции 1500 м. В 2012 году она смогла завоевать личное серебро в забеге на 1000 м. В 2012 году на этапе Кубка мира в Калгари побила мировой рекорд Китаянки Чжоу Ян с результатом 1:27,653.
В сезоне 2012—2013 года на этапе в Монреале в забеге на 1000 метров добилась своей первой победы. В 2014 году она стала серебряным призёром в эстафете 3000 м. А на чемпионате мира в Монреале Валери выиграла бронзовую медаль на 1000 м, в финале на 3000 м снова была третьей и в общем зачёте заняла также 3-е место. А серебро выиграла в эстафете.
В 2015 году участвовала в Панамериканских играх в Торонто в соревнованиях на роликовых коньках, где заняла 7-е место на дистанциях 500 и 10000 метров. В сезоне 2015/16 годов Валери стала второй в общем зачёте Кубка мира на 1000 м, и выиграла серебро в эстафете на первенстве мира в Сеуле. Начало сезона 2016/17 годов сложилось неудачно, мало того что она страдала Тендинитом, так ещё и проблема с бедром, из-за которого не могла полностью тренироваться с лета по декабрь.
На Кубке мира в эстафете 4 раза выиграла медали, а ещё дважды была на подиуме в феврале на этапе в Дрездене. В августе 2017 года из-за падения она получила сотрясение мозга и не участвовала в зимних Канадских играх. В 2018 году Мальте принимала участие на Олимпийских играх в Пхёнчхане, где заняла 7-е место на 1000 м, 19-е на 1500 м и 8-е в эстафете. В августе 2018 года Валери заявила, что переходит в конькобежный спорт на длинные дорожки.
С 2019 года участвовала на разных турнирах по конькобежному спорту, уже в 2020 году на чемпионате мира на отдельных дистанциях в Солт-Лейк-Сити Валери вместе с Ивани Блонден и Изабель Вайдеман выиграла бронзовую медаль в командной гонке. И через год на чемпионате мира в Херенвене в том же составе завоевали серебряную медаль.
В планах у Валери Мальте участвовать на Олимпиаде 2022 года.
В марте 2023 года на чемпионате мира на отдельных дистанциях в Херенвене выиграла золотую медаль в командной гонке вместе с Ивани Блонден и Изабель Вайдеман.

## Личная жизнь
Валери изучала диетологию в колледже Мейсоннев в Монреале. Она любит готовить, смотреть телепередачи и фильмы, много путешествует, занимается йогой и садоводством, а также катается на роликовых коньках. Валери замужем за Джорданом Бельчосом, канадским конькобежцем, 4-хкратным призёром чемпионатов мира на отдельных дистанциях. Она помогла собрать средства для Общества лейкемии и лимфомы Канады.

## Награды
- 2012, 2014 года - названа лучшей конькобежкой Канады в шорт-треке.